# Musée de la paix de Corée du Nord
Le musée de la paix de Corée du Nord (hangeul : 조선민주주의인민공화국 평화박물관 ; RR : Joseon Minjujuui Inmin Gongkwaguk Pyeonghwa Bangmulgwan) est situé dans le bâtiment ayant accueilli la signature de l'armistice de Panmunjeom le 27 juillet 1953 qui mit fin à la guerre de Corée. Il se trouve dans l'ancien village de Panmunjeom dans la province du Hwanghae du Nord en Corée du Nord.
Situé à environ 1,2 km au nord-ouest de la zone commune de sécurité dans la partie nord de la zone coréenne démilitarisée, le bâtiment est tout ce qui reste de l'ancien village et, depuis le milieu des années 1950, les références à Panmunjom font en fait référence à la zone commune de sécurité elle-même. Il se trouve à environ 1,9 km au nord-est de Kijong-dong, souvent surnommé le « village de la propagande ».
Les armes ayant servi à tuer les soldats américains Arthur Bonifas et Mark Barrett durant l'incident du peuplier de 1976 sont exposées dans le musée.
Il y a le symbole d'une colombe au-dessus de la porte. Au moment de la signature de l'armistice, une copie de la toile Le Pigeon de Pablo Picasso fut suspendue à l'intérieur du bâtiment mais les Américains s'y étant opposés, voyant cela comme un symbole du communisme (Picasso était un communiste), le tableau fut caché.